# Norsborg (metropolitana di Stoccolma)
Norsborg è una stazione della metropolitana di Stoccolma.
È situata nell'omonimo quartiere di Norsborg, all'interno della circoscrizione di Botkyrka. Norsborg è il capolinea della linea rossa T13, e rappresenta il punto più occidentale di tutta la rete metroviaria cittadina. La stazione antecedente è quella di Hallunda. La distanza da qui alla stazione ferroviaria centrale è di circa 18 chilometri.
L'apertura ufficiale avvenne il 12 gennaio 1975, in coincidenza con l'inaugurazione della tratta Fittja-Norsborg: in ordine cronologico è stata la 78ª fermata della metropolitana di Stoccolma. La stazione dispone di due piattaforme in superficie, mentre all'interno della sala biglietteria è presente una scultura di Eva Moritz e Peter Moritz datata 2006.
Trattandosi di una zona periferica, il traffico è relativamente moderato in confronto alle altre fermate: durante una normale giornata lavorativa vi transitano circa 3.000 persone.

## Tempi di percorrenza
| Linea | Capolinea | Tempo  | Stazione                                                  | Tempo                              |
| T13   | Ropsten   | 44 min | Liljeholmen Slussen Gamla stan T-Centralen Östermalmstorg | 26 min 32 min 34 min 36 min 38 min |